# 김법룡
김법룡(金法龍, 일본식 이름: 香川東華 또는 金井法龍)
(1891년 7월27일 중강진이 있는 평북 자성군(慈城郡) - 1969년 11월23일(음력은 10월14일))
은 일제강점기의 불교 승려이며 법명은 향천(香川)이다.

## 생애
평안북도 영변군의 묘향산 보현사 재적 승려라는 것 외에 신상에 대한 사항이 전혀 알려져 있지 않다. 1914년 일본 교토에서 임제종 묘심사가 설립한 하나죠노중학교에 재학 중이었다. 이때 김법룡은 가네이 호류(金井法龍)라는 일본식 이름을 사용하고 있었다. 가가와 호류(香川東華)는 1940년 창씨개명 정책에 따라 바꾼 이름이다.
1924년 경에 린자이슈 대학을 졸업하고 귀국하여 조선불교중앙교무원에서 사무원으로 재직했다. 1928년에는 보현사 감무 자격으로 조선사찰직원내지시찰단에 포함되어 일본 여행을 다녀왔고, 백성욱, 김법린, 도진호 등 청년 승려들이 주축이 된 조선불교청년회가 불교계 통일운동에도 가담했다. 1932년 중앙교무원 재무부장에 선출되었으나, 곧 대본산 보현사 주지로도 당선되어 재무부장직에서는 사임하였다.
1936년 미나미 지로의 총독 부임 때 경성역 환영 행사에 참가한 것을 시작으로 중일 전쟁과 태평양 전쟁 기간 중 전쟁에 협력한 행적이 있다. 보현사에서 시국 행사와 전사한 일본군 위령제 등의 행사를 개최하고 국방헌금과 일본군 위문금을 모아 지속적으로 헌납했다.
1939년에 중앙교무원 이사로 선출되고 1941년 서무부장에 취임한 이후로는, 태평양 전쟁 지원을 위해 불교계가 비행기 1대를 헌납하자는 운동을 이종욱과 함께 주도하는 등 중앙 불교계에서 활동했다. 1942년 전국의 사찰에서 모은 비행기 기금 5만 3천원과 별도의 국방헌금이 조선군사령부에 전달되었고, 이 비행기에는 '조선불교호'라는 이름이 붙여졌다.
김법룡은 1944년 보현사 단독으로 다시 해군 비행기 1대를 헌납하여 사람들을 놀랐게 했다. 이때 보현사가 사찰 소유의 묘향산 산림을 벌채하는 등으로 모아서 기부한 금액은 8만원이었는데, 이는 조선 불교계가 두 번째 비행기를 헌납하기 위해 전국에서 모은 금액과 거의 같았을 정도로 엄청난 거액이었기 때문이다. 이 외에도 일본어 상용 정책에 따른 일어 강습에 참여하거나 중앙종회의 전쟁 승리를 비는 대기도 법회를 주도하는 등 다양한 친일 행적을 남겼다. 불교계를 대표하여 조선전시종교보국회의 불교위원도 맡은 바 있다.
일제가 태평양 전쟁에서 패망한 직후에 조계종 서무부장직과 묘향산 주지직에서 물러났으나, 곧 해동역경원 부원장으로 선출되는 등 활동을 개시했다. 1962년 12월3일 대한불교 조계종의 제2대 총무원장에 취임하여 3년간 재직하였다. 1965년 4월 총무원장직 사임 이후 행적은 알 수 없다.

## 사후
민족문제연구소가 2008년 발표한 친일인명사전 수록예정자 명단 중 종교 부문에 선정되었다.

## 같이 보기
- 보현사
- 조선전시종교보국회

## 참고 자료
- 임혜봉 (2005년 3월 1일). 〈김법룡 : 조선불교 조계종의 친일 실무 책임자〉. 《친일 승려 108인》. 서울: 청년사. 549~564쪽쪽. ISBN 9788972783848.
- http://www.ibulgyo.com/news/articleView.html?idxno=104265